# Ruka
 Ovo je glavno značenje pojma Ruka. Za druga značenja pogledajte Ruka (razdvojba).
Ruke (lat. manus) su gornji udovi na tijelu čovjeka (ili majmuna). Ruke većinom imaju po pet prstiju, a prsti na rukama zaštićeni su od udaraca, povreda itd. noktima. Kod nekih ljudi na rukama (pa i na nogama) zna izrasti šesti prst. Ruke služe za dohvaćanje i rukovanje tj. upravljanje predmetima.
Malo je sisavaca i ostalih životinja koje imaju i služe se „rukama” za primanje predmeta, te se služe drugim dijelovima tijela kao što su šape i kandže. Samo sisavci iz reda majmuna imaju prste. Ljudi imaju dvije ruke, a čovjekoliki majmuni i majmuni četiri, jer im i noge imaju pokretan palac kojim mogu dohvatiti predmete.
Ljudi imaju pet prstiju. Palac je usporedan s ramenom i zato se lako može zakrenuti za 90°. Ostali prsti (kažiprst, srednjak, prstenjak i mali prst) mogu se zakretati za 45°. Čovječja ruka ima 27 kostiju. Jedna ruka ima deset mišića.